# Кучак
Кучак (вірм. Քուչակ) — село в марзі Арагацотн, на заході Вірменії. Село розташоване на ділянці Аштарак — Апаран траси Єреван — Спітак, за 9 км на південь від міста Апарана, за 4 км на північний схід від села Цахкашен та за 5 км на північ від села Артаван. Зі сходу розташоване Апаранське водосховище. Село було засновано у 1829-30 рр.